# Лубянка (приток Селекши)
Лубянка — река в России, протекает в Юрьев-Польском районе Владимирской области. Правый приток Селекши.

## География
Река Лубянка берёт начало вблизи урочища Васлиево, где на ней устроен пруд. Течёт на север, около деревни Алексино поворачивает на восток. У деревни Веска сливается с рекой Кухоткой. В водном реестре России Кухотка рассматривается как основная река и приток Селекши. Однако на топографических картах и в официальных документах Кухотка рассматривается как приток Лубянки. Устье реки Лубянки находится в 37 км по правому берегу реки Селекши. Длина реки составляет 12 км.

## Данные водного реестра
По данным государственного водного реестра России относится к Окскому бассейновому округу, водохозяйственный участок реки — Нерль от истока и до устья, речной подбассейн реки — бассейны притоков Оки от Мокши до впадения в Волгу. Речной бассейн реки — Ока.
Код объекта в государственном водном реестре — 09010300812110000032371.